# Андреа Корнаро
Андреа Корнаро (Andrea Cornaro) (ум. 1326/28) — маркиз части Бодоницы и триарх Эвбеи (по правам жены), сеньор Скарпанто.
Представитель знатного венецианского рода, сын Марко Корнаро (ум. 1301), владелец сеньории на острове Кандия (Крит).
В 1311 году в битве при Кефиссо погиб маркиз Бодоницы Альберто Паллавичини. Его вдова Мария далле Карчери обратилась к Венеции за защитой от Каталонской компании, захватившей Афинское герцогство. Венецианцы предложили ей Андреа Корнаро в качестве супруга. Свадьба состоялась в 1312 г.
После этого Андреа Корнаро стал маркизом половины Бодоницы (другую половину унаследовала Гульельма — дочь Альберто Паллавичини). Он управлял и другим владением жены — 1/6 частью Эвбеи.
В 1319 году Венеция заключила с Арагоном мирный договор, в который включила и маркизат Бодоница. Согласно ему Андреа Корнаро признавал своим сюзереном афинского герцога в лице генерального викария Афин и обязался ежегодно уплачивать дань в размере 4 экипированных лошадей.
В 1322/23 г. после смерти жены он утратил владения в Эвбее, захваченные Пьетро далле Карчери — её родственником.
Согласно большинству исследователей, Андреа Корнаро умер в 1323 году, согласно Чарльзу Коли — не ранее 1326/28 года. После его смерти Гульельма Паллавичини и её муж Бартоломео Заккариа получили маркизат Бодоница в своё полное владение.
Согласно Карлу Хопфу, у Андреа Корнаро было трое детей от первой жены: Алессио, Марко и Джованни.